# Parodiopsis advena
Parodiopsis advena är en svampart som beskrevs av Syd. 1930. Parodiopsis advena ingår i släktet Parodiopsis och familjen Parodiopsidaceae.   Inga underarter finns listade i Catalogue of Life.